# Suha Balka, Domanivka
Suha Balka (în ucraineană Суха Балка) este localitatea de reședință a comunei Suha Balka din raionul Domanivka, regiunea Mîkolaiiv, Ucraina.

## Demografie
Componența lingvistică a localității Suha Balka
     Ucraineană (94,28%)
     Rusă (2,53%)
     Alte limbi (1,07%)
Conform recensământului din 2001, majoritatea populației localității Suha Balka era vorbitoare de ucraineană (94,28%), existând în minoritate și vorbitori de rusă (2,53%).